# Крымская республиканская детская библиотека имени В. Н. Орлова
Крымское республиканское учреждение «Детская библиотека им. В. Н. Орлова» («Орловка») — главная детская библиотека Автономной Республики Крым.
Ежегодно обслуживает более 10 тысяч читателей — детей в возрасте от 2 до 15 лет, а также родителей, педагогов, воспитателей и всех, кто интересуется детской литературой и детским чтением, формирует книжную культуру детства.
«Орловка» является республиканским научно-методическим, исследовательским, консультационным и координационным центром для 48 детских и 515 сельских библиотек Республики Крым, обслуживающих детей.

## История библиотеки
Библиотека была создана в 1955 году как Крымская областная библиотека для детей и юношества.
Первоначально библиотека не имела своего помещения и располагалась в одном из цехов объединения кинофикации по ул. Крылова, 31. Только в 1961 г. библиотека получила здание по ул. Тургенева, 16, в котором она находится в настоящее время.
В 1962 году — преобразована в Крымскую областную библиотеку для детей.
В 1991 году — переименована в Республиканскую детскую библиотеку Крыма, в связи с чем произошло обновление всех сфер деятельности — обслуживания, комплектования, системы повышения квалификации.
Признанием заслуг библиотеки стало присвоение ей в апреле 2000 года имени известного детского крымского писателя, лауреата Премии Автономной Республики Крым Владимира Натановича Орлова. На здании установлена памятная доска. Как региональный центр памяти В. Н. Орлова библиотека стала инициатором проведения Орловских литературных чтений, Орловских сентябрин, комплекса мероприятий «Орловский кавардак», различных конкурсов по творчеству поэта, издания биобиблиографического указателя «Владимир Натанович Орлов» и т. д.
В 2009 году библиотека преобразована в Крымское республиканское учреждение «Детская библиотека им. В. Н. Орлова».

## Структура библиотеки
- отдел обслуживания дошкольников и учащихся 1-4 классов;
- отдел обслуживания читателей-учащихся 5-9 классов;
- отдел искусств;
- отдел книгохранения;
- информационно-библиографический отдел;
- научно-методический отдел;
- отдел комплектования фондов и организации каталогов;
- хозяйственный отдел.

## Библиотечный фонд
- Библиотечный фонд библиотеки — 150 тыс. экземпляров документов, в том числе:
  - печатные издания — более 135 тыс. экз.;
  - аудиовизуальные материалы — свыше 13 тыс. экз.;
  - компакт-диски (CD, DVD) — 350 экз.
- Ежегодно фонд библиотеки пополняется более 4 тыс. экз. документов на традиционных и электронных носителях.
- Подписка на периодические издания — более 70 названий газет и журналов в год.
- Электронные ресурсы библиотеки:
  - электронный каталог новых поступлений — более 2 тыс. записей;
  - электронная база периодических изданий — почти 5 тыс. записей;
  - электронная база данных по краеведению — более 2 тыс. записей.

## Социокультурная деятельность
Ежегодно в библиотеке проводится более 800 познавательных массовых мероприятий, в том числе: Неделя детского чтения, Международный день защиты детей, День славянской письменности, День знаний, Всеукраинский день библиотек и т. д. Их участниками становятся более 16 000 юных читателей и организаторов детского чтения. Для более 2000 воспитанников специализированных учреждений и детей с ограниченными физическими возможностями ежегодно организуется свыше 100 мероприятий.
Юные читатели принимают активное участие в клубах и кружках по интересам, организованных при отделах:
в отделе обслуживания дошкольников и учащихся 1-4 классов:
- семейный клуб выходного дня «Маленькая страна»: праздники, кукольные представления, познавательные мероприятия, дни семейного отдыха, новогодние представления и т. д.;
- литературно-творческий кружок «Умейка» — ребята учатся искусству оригами, аппликации, рисуют, играют и читают.

в отделе обслуживания учащихся 5-9 классов:
- театрально-поэтический клуб «Фонтан» — принимает активное участие в мероприятиях библиотеки, посвящённых знаменательным, памятным и юбилейным датам;

в отделе искусств:
- литературно-театральный кружок «Сюрприз»: литературно — художественные композиции, литературно-игровые программы с элементами театрализации и т. д.

Клуб крымских детских писателей (создан в сентябре 2010 года) — на заседаниях Клуба решаются актуальные вопросы создания «Литературного лицея» и журнала для детей, обсуждаются новые произведения для детей крымских авторов, создаются проекты поддержки и продвижения детского чтения.

## Проектная деятельность библиотеки
«Интернет для читателей публичных библиотек» — проект 2010 года, поддержанный Посольством США на Украине: в читальном зале отдела обслуживания учащихся 5-9 классов открыт Интернет-центр с поддержкой беспроводного Интернета Wi-Fi.
«Медиатека в детской библиотеке» — проект 2009 года, поддержанный Посольством Королевства Нидерландов на Украине: в отделе искусств организована медиатека, в фонде которой более 250 CD и DVD-дисков.

## Методико-библиографическая деятельность
Библиотека является организатором и координатором мероприятий всеукраинского и республиканского уровней: конкурсов, акций, фестивалей и др.
В системе повышения квалификации библиотечных работников, обслуживающих юных крымчан, используются практико-ориентированные и инновационные методы обучения: тренинги, мастер-классы, on-line-семинары и т. д.
Ежегодно библиотека издаёт более 20 методико-библиографических материалов по актуальным направлениям работы с детьми, популяризации опыта работы и литературного краеведения.

## Библиотека на страницах периодических изданий, в интернет-ресурсах
- Адамень Ф. От Комитета по премиям Автономной Республики Крым [к участию в конкурсе на соискание премии АРК допущен крымский композитор А. М. Орлов — представлен КРУ ДБ им. В. Н. Орлова] / Ф. Адамень // Крым. изв. — 2010. — 26 окт.
- Аносова Н. Библиотечный коллектив: проблемы изучения и управления / Н. Аносова // Світ дит. б-к. — 2009. — № 4. — С. 55-57.
- Бегосинская Р. Его волшебное слово звучать будет снова и снова / Р. Бегосинская // Севастопольские изв. — 2010. — 15 сент. — С. 8. — (Поэт, писатель, драматург).
- Беркутова Л. Интернет в библиотечной работе: технологии и методы использования / Л. Беркутова, Е. Панкова // Библиотека в шк. — Первое сент. — 2009. — № 23. — Режим доступа: http://lib.1september.ru/view_article.php?id=200902316
- В Крыму продолжаются мероприятия, посвящённые 80-летию со дня рождения замечательного детского писателя В. Н. Орлова // Южная столица. — 2010. — 10 сент. — Режим доступа: http://stolica.at.ua/publ/35-1-0-710
- Владов А. Грані творчості для дітлахів / А. Владов // Крым. изв. — 2010. — 7 окт. — (Кримський діалог).
- Волокитин Д. Волшебник страны детства / Д. Волокитин // Рабочая газ. — 2010. — 15 сент. — Режим доступа: http://rg.kiev.ua/page5/article19288/
- Волшебное слово Орлова // Южная столица. — 2010. — 3 сент. — Режим доступа: http://stolica.at.ua/publ/34-1-0-698
- Губа В. В. Встреча с поэтессой Ольгой Ивановой в детской библиотеке / В. В. Губа // Лит. Крым. — 2010. — № 2.
- 21 февраля — Международный день родного языка // Вечерний город. — 2010. — 19 февр.
- Дела писательские. 75-летие А. И. Домбровского // Брега Тавриды. — 2010. — № 3. — С. 224.
- Дивосвіт Катерини Білокур // Крим. світлиця. — 2010. — 26 листоп. — Режим доступа: http://www.svitlytsia.crimea.ua/index.php?section=article&artID=8526
- Дорогой Владимир Натанович! // Первая Крымская. — 2010. — № 34 (10-16 сент.).
- «Доторкнися серцем до подвигу» // Крым. изв. — 2010. — 29 апр.
- Каспарьян Ю. Крымчане открыли в себе «великих» художников / Ю. Каспарьян // Комсом. правда в Украине. — 2010. — 23 сент. — Режим доступа: http://crimea.kp.ua/online/news/244889/
- Кирьянова С. В мире сказок / С. Кирьянова // Крым. изв. — 2010. — 26 марта.
- Кирьянова С. Нить в лабиринте / С. Кирьянова // Крым. изв. — 2010. — 11 марта.
- Кирьянова С. Память взрослая воду детства пьёт / С. Кирьянова // Крым. изв. — 2010. — 6 нояб. — Режим доступа: http://www-ki.rada.crimea.ua/nomera/2010/213/pamyat.html (недоступная ссылка)
- Кирьянова С. Старость книгам не грозит / С. Кирьянова, Н. Седова // Крым. изв. — 2010. — 31 марта.
- Кирьянова С. Язык мой — друг мой / С. Кирьянова // Крым. изв. — 2010. — 18 дек. — (Конкурсы). — Режим доступа: http://www-ki.rada.crimea.ua/nomera/2010/238/yazyk.html (недоступная ссылка)
- Коваленко В. Книжная мозаика : к 80-летию со дня рождения Владимира Орлова / В. Коваленко // Крым. изв. — 2010.- 8 сент. — Режим доступа: https://web.archive.org/web/20160304195721/http://www-ki.rada.crimea.ua/nomera/2010/166/80.html
- Конкурс на лучшую детскую рукописную книгу «Проба пера» // Объявления Крыма. — 2010. — № 9. — С. 4.
- Мартовские встречи // Крым. правда. — 2010. — 13 марта.
- Махлин Я. Человек, завещавший улыбку / Я. Махлин // Радуга. — 2010. — № 7. — С. 108—110.
- Милина Л. «Сокровища родного слова» / Л. Милина // Крым. правда. — 2010. — 18 марта.
- Настіна В. Чарівне дзеркало дитинства / В. Настіна // Крым. изв. — 2010. — 16 сент. — (Кримський діалог). — Режим доступа: https://web.archive.org/web/20160304194606/http://www-ki.rada.crimea.ua/kd/2010/29/miracle.html
- Обуховская Л. «Ты — поэт, и ты воскреснешь…» / Л. Обуховская // Крым. правда. — 2010. — 8 сент. — (Наши даты).
- Обуховская Л. Фонтанирующие таланты / Л. Обуховская // Крым. правда. — 2010. — 27 марта.
- Олейникова А. Детству предан беззаветно : к 80-летию со дня рождения Владимира Орлова / А. Олейникова // Крым. изв. — 2010. — 8 сент.
- Орловские сентябрины // Вечерний город. — 2010. — 7 сент. — (Дата).
- [Письмо номера] // Шк. б-ка (рос.). — 2010. — № 1. — С.1.
- [Подборка стихотворений Владимира Орлова] // Крым. изв. — 2010. — 8 сент.
- Русинов С. День народження — для всіх / С. Русинов // Крым. изв. — 2010. — 28 окт. — (Кримський діалог). — Режим доступа: https://web.archive.org/web/20160304201450/http://www-ki.rada.crimea.ua/kd/2010/35/day.html
- Русинов С. Дитячі письменники тепер мають свій клуб / С. Русинов // Крым. изв. — 2010. — 14 окт. — Режим доступа: https://web.archive.org/web/20160304200120/http://www-ki.rada.crimea.ua/kd/2010/33/child.html
- Светлова К. Талант быть читателем / К. Светлова // Крым. изв. — 2010. — 13 марта.
- Сорока М. «Проба пера — 2010» / М. Сорока // Крым. изв. — 2010. — 25 февр. — (Кримський діалог).
- Тиждень дитячого читання // Крым. изв. — 2010. — 18 марта. — (Кримський діалог).
- У «Орловки» ювілей, вона збирає друзів // Крым. изв. — 2010. — 29 апр.
- Чернецкая О. В. Библиотека имени Орлова / О. В. Чернецкая, А. И. Олейникова // Лит. газ. + Курьер Культуры: Крым-Севастополь. — 2010. — № 15. — С. 4.
- Чернецкая О. В. «Вечных истин немеркнущий свет»: несколько советов для будущих читателей / О. В. Чернецкая, А. И. Олейникова // Библиотека. — 2010. — № 9. — С. 49-50. — (Статус: детская).
- Чернецкая О. В. Его называли «крымским Маршаком»… : Владимир Натанович Орлов: страницы жизни и творчества / О. В. Чернецкая, А. И. Олейникова // Лит. газ. + Курьер Культуры: Крым-Севастополь. — 2010. — № 15. — С. 1, 4.
- Чернецкая О. В. Как стать хорошим читателем (книжная выставка-совет) / О. В. Чернецкая, А. И. Олейникова // Шк. б-ка (рос.). — 2010. — № 2. — С. 38-40.
- Чернецкая О. В. Как стать хорошим читателем / О. В. Чернецкая, А. И. Олейникова // Шк. б-ка (укр.). — 2010. — № 10. — С. 65.
- Чернецкая О. В. «Я желаю вам добра!» : к 80-летию со дня рождения Владимира Орлова / О. Чернецкая // Крым. изв. — 2010. — 8 сент. — Режим доступа: https://web.archive.org/web/20160304195721/http://www-ki.rada.crimea.ua/nomera/2010/166/80.html
- Чтоб приобщить к сокровищам родного слова // Крым. изв. — 2010. — 20 февр. — С. 7. — Режим доступа: http://www-ki.rada.crimea.ua/nomera/2010/036/that.html (недоступная ссылка)
- То же // Крым. изв. — 2010. — 1 июля
- Якимова М. В Крыму дети переходят на комиксы / М. Якимова // Комсомсомольская правда в Украине. — 2010. — 1 окт. — Режим доступа: http://crimea.kp.ua/online/news/24616